# Petrolisthes brachycarpus
Petrolisthes brachycarpus is een tienpotigensoort uit de familie van de Porcellanidae. De wetenschappelijke naam van de soort is voor het eerst geldig gepubliceerd in 1933 door Sivertsen.